# The Natural Soul
The Natural Soul — студійний альбом американського джазового саксофоніста Лу Дональдсона, випущений у березні 1963 року лейблом Blue Note.

## Опис
Альт-саксофоніст Лу Дональдсон записав цей альбом у квінтеті, до якого увійшли трубач Томмі Террентайн, гітарист Грант Грін, органіст Джон Паттон і ударник Бен Діксон. Музиканти грають соул-джаз, виконуючи декілька фанкових інструментальних композицій, які мають мало спільного з хард-бопом. Записаний 9 травня 1962 року на студії Van Gelder Studio в Енглвуд-Кліффс (Нью-Джерсі).

## Список композицій
1. «Funky Mama» (Джон Паттон) — 9:08
2. «Love Walked In» (Джордж Гершвін, Айра Гершвін) — 5:12
3. «Spaceman Twist» (Лу Дональдсон) — 5:38
4. «Sow Belly Blues» (Лу Дональдсон) — 10:13
5. «That's All» (Алан Брандт, Боб Геймс) — 5:36
6. «Nice 'n' Greasy» (Джон Адріано Асеа) — 5:27

Бонус-трек перевидання на CD
1. «People Will Say We're in Love» (Оскар Гаммерстайн II, Річард Роджерс) — 7:53

## Учасники запису
- Лу Дональдсон — альт-саксофон
- Томмі Террентайн — труба
- Грант Грін — гітара
- Джон Паттон — орган
- Бен Діксон — ударні

Технічний персонал
- Альфред Лайон — продюсер
- Руді Ван Гелдер — інженер звукозапису
- Дел Шилдс — текст до обкладинки
- Рід Майлс — дизайн обкладинки
- Ронні Братвайт — фотографія обкладинки